# فاکتور فعال‌کننده پلاکتی
فاکتور فعال‌کننده پلاکتی (به انگلیسی: Platelet-activating factor) یا (PAF) یک فعال‌کننده فسفولیپید است که دارای عملکرد بیولوژیکی فراوان و نیز فعال‌کننده پلاکتی می‌باشد. این واسطه التهابی از برخی سلول‌ها (ماکروفاژهـا، منوسیت‌ها، نوتروفیلها، بازوفیلها و ماست سل‌ها) آزاد می‌شود و موجب تجمع پلاکتی، دگرانولاسیون، التهاب و آنافیلاکسی می‌شود.
این پروتئین با شناسه پاب‌کم ۱۰۸۱۵۶ و جرم مولی آن ۵۲۳٫۶۸۳ می‌باشد.

## التهاب
در روند التهاب برخی لیپیدها به عنوان واسطه‌های التهابی عمل می‌کنند در پی بروز التهاب فسفولیپیدهای غشایی برخی سلول‌ها (ماکروفاژها، منوسیت‌ها، نوتروفیل‌ها و ماست سل‌ها) به اسید آراشیدونیک و Lyso-PAF تجزیه می‌شوند. این عامل در نهایت به فاکتور فعال‌کننده پلاکتی (PAF) تبدیل می‌شود که سبب فعال شدن پلاکت و آثار التهابی بسیاری مثل کموتاکسی ائوزینوفیل‌ها و فعال شدن و دگرانوله شدن نوتروفیل‌ها و ائوزینوفیل‌ها می‌گردد. این فاکتور در ایجاد آترواسکلروز عروقی نیز دخیل است.

## فاکتور فعال‌کننده پلاکتی و آنافیلاکسی
سطح خونی فاکتور فعال‌کننده پلاکتی در بیماران دچار آنافیلاکسی افزایش نشان می‌دهد و سطح آن معیار بسیار مناسبی برای بررسی شدت انافیلاکسی می‌باشد.
سطح آنزیم استیل هیدرولاز نسبت عکس با میزان (PAF) دارد و چون این آنزیم برای غیرفعال کردن PAF لازم است، کمبود آن به شدت انافیلاکسی کمک می‌کند.
- داروهای بلوک‌کننده فاکتور فعال‌کننده پلاکتی ممکن است موجب درمان یا پیشگیری از انافیلاکسی گردند.